# Alexandru Popovici
Alexandru Popovici (n. 30 octombrie 1866, Țigănași, Iași – d. 17 iulie 1941, Iași) a fost un biolog român, profesor de botanică la Universitatea „Alexandru Ioan Cuza” din Iași și director (1922-1936) al Grădinii Botanice din Iași.

## Biografie
După ce a urmat școala primară în satul natal, Cârnicești-Iași, a continuat studiile la gimnaziul „Ștefan cel Mare” și, din 1877, la „Liceul Național” din Iași, promoția 1885.
A absolvit în 1888 Facultatea de Științe de la Universitatea din București, ca licențiat în științele naturale. Și-a continua studiile în Germania, la Universitatea din Bonn, unde în 1893 a susținut teza de doctorat cu tema „Ueber Struktur und Entwickelung eigenartiger Wandverdikungen in Samen und Fruchtschalen” sub conducerea botanistului E. Strasburger.
A lucrat până în 1895 ca asistent la Institutul Botanic din București, după care a fost numit profesor de botanică la Universitatea din Iași, unde a organizat și condus Laboratorul până în 1936, când s-a pensionat.
În data de 28 martie 1919, studenții la farmacie l-au reclamat rectorului universității:
Azi, 28 martie, dl. profesor de botanică Alexandru Popovici ne-a declarat că deoarece ministerul refuză de a-i acorda o diurnă pentru cursul și lucrările pe care le face studenților în farmacie, d-sa refuză de a ne mai face curs, după cum refuză de a ne mai primi în laborator la lucrări practice.

Bustul profesorului Alexandru Popovici situat la intrarea în Grădina Botanică din Iaşi, opera sculptorului Mugurel Vrânceanu (1992)

Reluând și continuând Grădina Botanică fondată în 1856 de Anastasie Fătu, în anul 1921 profesorul Popovici a înființat o grădină botanică nouă în spatele clădirii Universității noi, pe locul în care, în prezent, se află Complexul studențesc „Titu Maiorescu”. A avut ca prim obiectiv pregătirea practică a studenților biologi și diversificarea activității științifice. În afară de plantațiile în câmp, au fost construite câteva sere (cca. 250 mp) pentru plantele tropicale (palmieri, bananieri etc.), au fost sădiți o serie de arbori și arbuști monumentali, dintre care unii există și astăzi. Suprafața grădinii era de circa 1 hectar. Această locație s-a păstrat pentru mai bine de 40 de ani, până în 1963, când Grădina Botanică a fost mutată în spațiul actual, aflat pe Dealul Copoului.
A descoperit și descris peste 500 specii de macromicete din toate zonele Moldovei, a publicat multe lucrări științifice din domeniul criptogamelor și din cel al fanerogamelor, a definit liniile de cercetare în diversele domenii ale botanicii.
A fost membru al Societății Micologie din Franța, decan al Facultății de Științe din Iași, fondator, alături de zoologul Ion Borcea, al revistei „Annales Scientifiques de l’Université de Jassy” (1900) și al Revistei Științifice „V. Adamachi” (1910).
Începând cu 21 decembrie 1935, a fost membru de onoare al Academiei de Științe din România.

## Legături externe
- Pagina Alexandru Popovici pe situl Universității „Alexandru Ioan Cuza” din Iași